# Giải KCFCC cho đạo diễn xuất sắc nhất
Giải KCFCC cho đạo diễn xuất sắc nhất là một giải của KCFCC dành cho đạo diễn của một phim, được bầu chọn là xuất sắc nhất. Giải này được lập từ năm 1966. Đạo diễn Steven Spielberg là người giữ kỷ lục với 6 lần đoạt giải (1982 E.T. the Extra-Terrestrial, 1985 The Color Purple, 1987 Empire of the Sun, 1993 Schindler's List, 1998 Saving Private Ryan và 2005 München). Đạo diễn Peter Jackson đều đoạt một giải cho mỗi phim trong phim bộ ba The Lord of the Rings.

## Đạo diễn đoạt giải

### Thập niên 1960
| Năm  | Đạo diễn               | Phim                                            |
| ---- | ---------------------- | ----------------------------------------------- |
| 1966 | Federico Fellini       | Juliet of the Spirits (Giulietta degli spiriti) |
| 1967 | Michelangelo Antonioni | Blowup                                          |
| 1968 | Stanley Kubrick        | 2001: A Space Odyssey                           |
| 1969 | John Schlesinger       | Midnight Cowboy                                 |

### Thập niên 1970
| Năm  | Đạo diễn             | Phim                                    |
| ---- | -------------------- | --------------------------------------- |
| 1970 | Robert Altman        | MASH                                    |
| 1971 | Sam Peckinpah        | Straw Dogs                              |
| 1972 | Francis Ford Coppola | The Godfather                           |
| 1973 | Ingmar Bergman       | Cries and Whispers (Viskningar och rop) |
| 1974 | Francis Ford Coppola | The Conversation                        |
| 1974 | Francis Ford Coppola | The Godfather: Part II                  |
| 1975 | Robert Altman        | Nashville                               |
| 1976 | Miloš Forman         | One Flew Over the Cuckoo's Nest         |
| 1977 | Woody Allen          | Annie Hall                              |
| 1978 | Woody Allen          | Interiors                               |
| 1979 | Robert Benton        | Kramer vs. Kramer                       |

### Thập niên 1980
| Năm  | Đạo diễn         | Phim                       |
| ---- | ---------------- | -------------------------- |
| 1980 | Robert Redford   | Ordinary People            |
| 1981 | Sidney Lumet     | Prince of the City         |
| 1982 | Steven Spielberg | E.T. the Extra-Terrestrial |
| 1983 | Philip Kaufman   | The Right Stuff            |
| 1984 | David Lean       | A Passage to India         |
| 1985 | Steven Spielberg | The Color Purple           |
| 1986 | Oliver Stone     | Platoon                    |
| 1986 | Oliver Stone     | Salvador                   |
| 1987 | Steven Spielberg | Empire of the Sun          |
| 1988 | Barry Levinson   | Rain Man                   |
| 1989 | Edward Zwick     | Glory                      |

### Thập niên 1990
| Năm  | Đạo diễn          | Phim                     |
| ---- | ----------------- | ------------------------ |
| 1990 | Martin Scorsese   | Goodfellas               |
| 1991 | Jonathan Demme    | The Silence of the Lambs |
| 1992 | Clint Eastwood    | Unforgiven               |
| 1993 | Steven Spielberg  | Schindler's List         |
| 1994 | Quentin Tarantino | Pulp Fiction             |
| 1995 | Ron Howard        | Apollo 13                |
| 1996 | Joel Coen         | Fargo                    |
| 1997 | James Cameron     | Titanic                  |
| 1998 | Steven Spielberg  | Saving Private Ryan      |
| 1999 | Sam Mendes        | American Beauty          |

### Thập niên 2000
| Năm  | Đạo diễn             | Phim                                                             |
| ---- | -------------------- | ---------------------------------------------------------------- |
| 2000 | Steven Soderbergh    | Traffic                                                          |
| 2001 | Peter Jackson        | The Lord of the Rings: The Fellowship of the Ring                |
| 2002 | Peter Jackson        | The Lord of the Rings: The Two Towers                            |
| 2003 | Peter Jackson        | The Lord of the Rings: The Return of the King                    |
| 2004 | Martin Scorsese      | The Aviator                                                      |
| 2005 | Steven Spielberg     | Munich                                                           |
| 2006 | Paul Greengrass      | United 93                                                        |
| 2007 | Paul Thomas Anderson | There Will Be Blood                                              |
| 2007 | Julian Schnabel      | The Diving Bell and the Butterfly (Le scaphandre et le papillon) |
| 2008 | Darren Aronofsky     | The Wrestler                                                     |
| 2009 | Kathryn Bigelow      | The Hurt Locker                                                  |

### Thập niên 2010
| Năm  | Đạo diễn          | Phim                       |
| ---- | ----------------- | -------------------------- |
| 2010 | Christopher Nolan | Inception                  |
| 2011 | Terrence Malick   | Cây đời                    |
| 2012 | Ang Lee           | Cuộc đời của Pi            |
| 2013 | Steve McQueen     | 12 năm nô lệ               |
| 2013 | Alfonso Cuarón    | Cuộc chiến không trọng lực |
| 2014 | Richard Linklater | Thời thơ ấu                |
| 2015 | George Miller     | Mad Max: Fury Road         |